# Edward Anderzon
Caleb Edward Eugén Anderzon, tidigare Andersson, född 21 maj 1972 i Östra Vingåkers församling, Södermanlands län, är riksspelman sedan 2003 med motiveringen ”för dansant och stilmedvetet spel av låtar från Södermanland”.
Under sin ungdom spelade Anderzon i spelmanslag och fick tidigt lära sig både samspel såväl som spel till dans. 1996 tilldelades han Märta Bergqvist kulturstipendium för ”folkmusikalisk pregnans och spelglädje”. Efter flera års studier i musik arbetar han idag som pedagog på fiol och nyckelharpa.

## Diskografi
- 1997 – Klintetten två.[4]
- 2005 – Elin & Edward - Låtar från ost. Tillsammans med Elin Skoglund.[5]